# Radňoves
Radňoves (in tedesco Radnowes) è un comune ceco situato nel distretto di Žďár nad Sázavou, nella regione di Vysočina.